# 白鷺山公園
白鷺山公園（しらさぎやまこうえん）は、兵庫県たつの市の白鷺山にある公園。「童謡の小径」と桜と躑躅の名所として知られる。

## 概要
白鷺山山上一帯にある自然を残した都市公園である。北は西播丘陵県立自然公園の的場山と龍野公園に隣接し、南は麓に鎮座する名神大社粒坐天照神社と城下町日山地区を挟んで揖保川が流れる。園内は「童謡の小径」、「哲学の道」などの散策路、「五月の台広場」、国民宿舎赤とんぼ荘、展望台などの施設がある。

## 童謡の小径
白鷺山山頂を縦断する散策路で、童謡「赤とんぼ」を作詞した詩人三木露風の故郷である龍野市が1984年10月に「童謡の里」宣言をし、1987年7月に全国から募集した「あなたの好きな童謡」の上位8曲の歌碑と遊歩道を白鷺山に整備したのが始まりである。歌碑は作詞者の出身地の石で造られており、石碑に近づくとメロディーが流れる。

### 石碑一覧
- 赤とんぼ -  作詞家の胸像と石碑、三木露風作詞、山田耕筰作曲
- 里の秋 - 根府川石、作詞者直筆、斎藤信夫作詞、海沼實作曲
- 夕焼小焼 - 小松石、作詞者直筆、中村雨紅作詞、草川信作曲
- 七つの子 - 小豆畑石、古茂田（作詞者の弟子）筆 、野口雨情作詞、本居長世作曲
- ちいさい秋みつけた - こうが石、房枝（作詞者の妻）直筆、サトウハチロー作詞、中田喜直作曲
- みかんの花咲く丘 - 柿木石、作詞者直筆、加藤省吾作詞、海沼實作曲
- 月の沙漠 - 柿木石、加藤まさを作詞、佐々木すぐる作曲
- 叱られて - 安芸石及びごこう石、恵子（作詞者の娘）筆、清水かつら作詞 、弘田龍太郎作曲

## 哲学の道
白鷺山南側中腹にある小径。哲学者三木清の記念碑がある。

## 五月の台広場
哲学の道の南側にある広場。さらに南へ林道を下ると粒坐天照神社の境内に出る。

## 国民宿舎赤とんぼ荘
龍野市が運営する公営宿舎として1962年にオープンした兵庫県下最初の国民宿舎である。7階の展望レストランからは龍野城の城下町を一望できる。館外の西に展望台があり、こちらは揖保川と中国山地を遠望できる。また玄関前には白鷺山山頂展望台に続く童謡の小径の入り口がある。
国民宿舎「赤とんぼ荘」では赤字が重なっていた上、コロナ禍で新たな指定管理者に名乗りを上げる企業がなく営業の継続が困難となり、2021年3月末で休業することになった。

## 白鷺山墳墓群
古墳時代の築造と推定される古墳群で、1961年に二基の古墳の石棺から人骨や2面の銅鏡（市指定文化財）が見つかった。粒坐天照神社の近くには横穴式石室が開口している狐塚古墳（市指定史跡）がある。

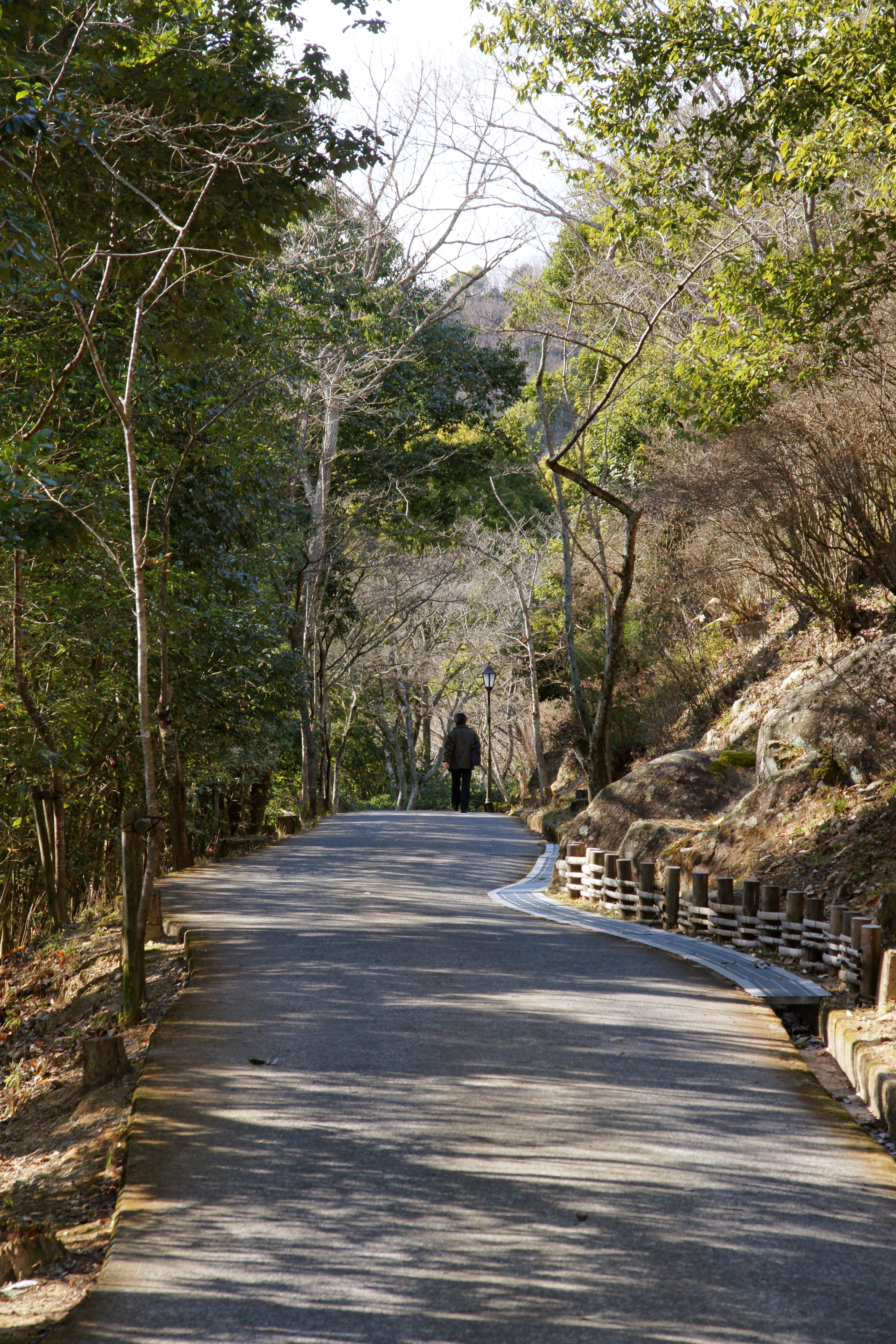
哲学の道
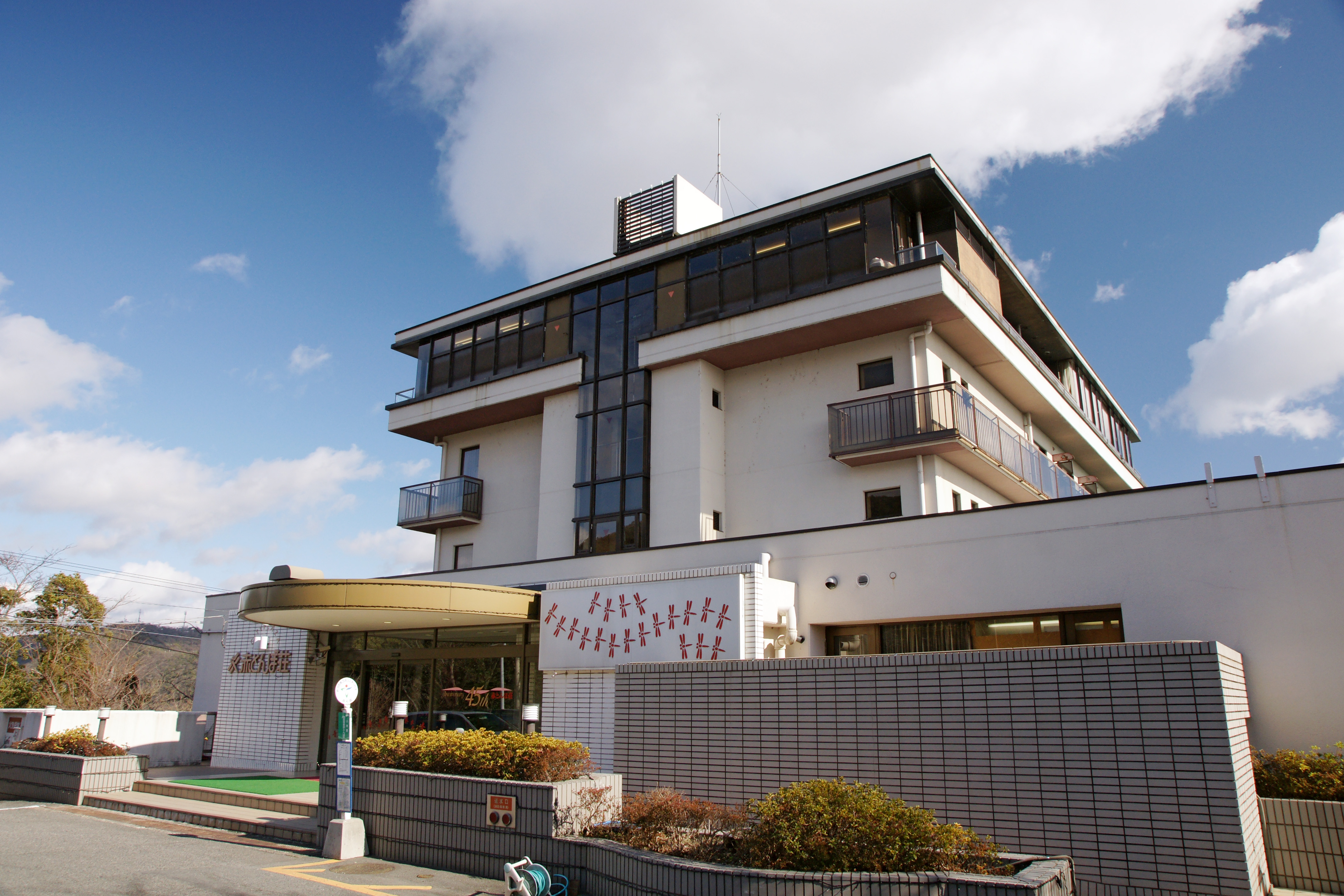
国民宿舎赤とんぼ荘
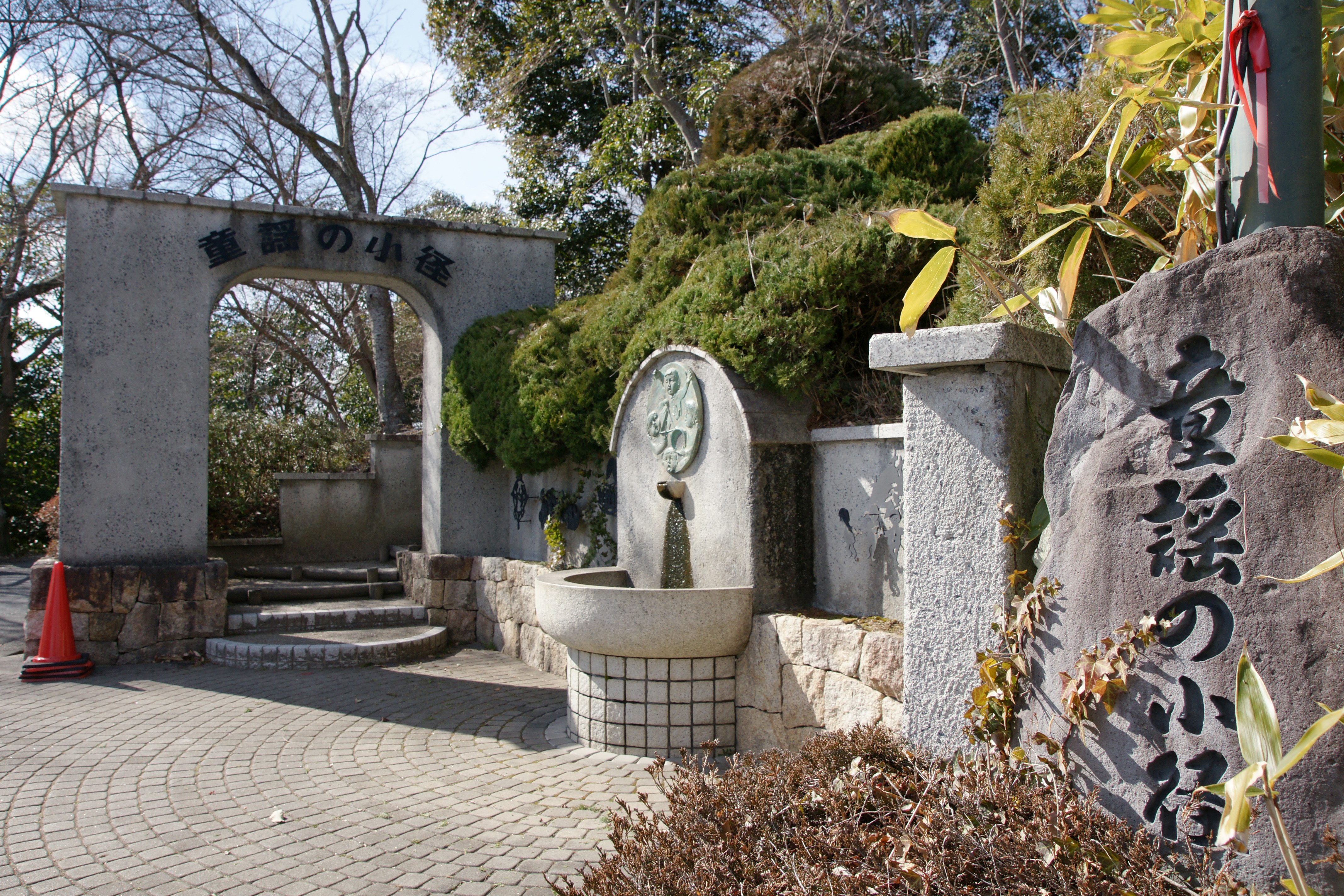
赤とんぼ荘前の童謡の小径入口
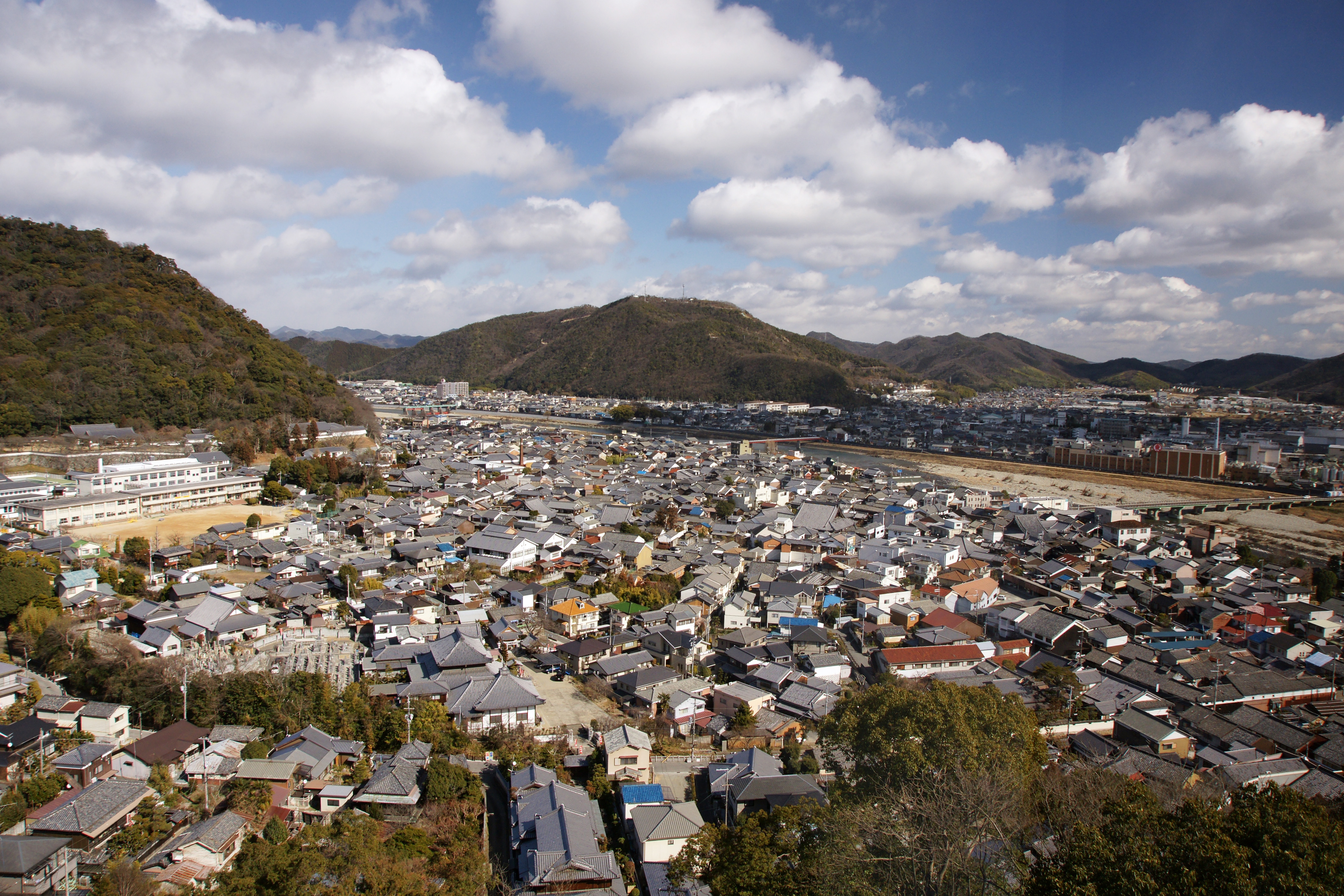
赤とんぼ荘展望レストランから眺む龍野城下町
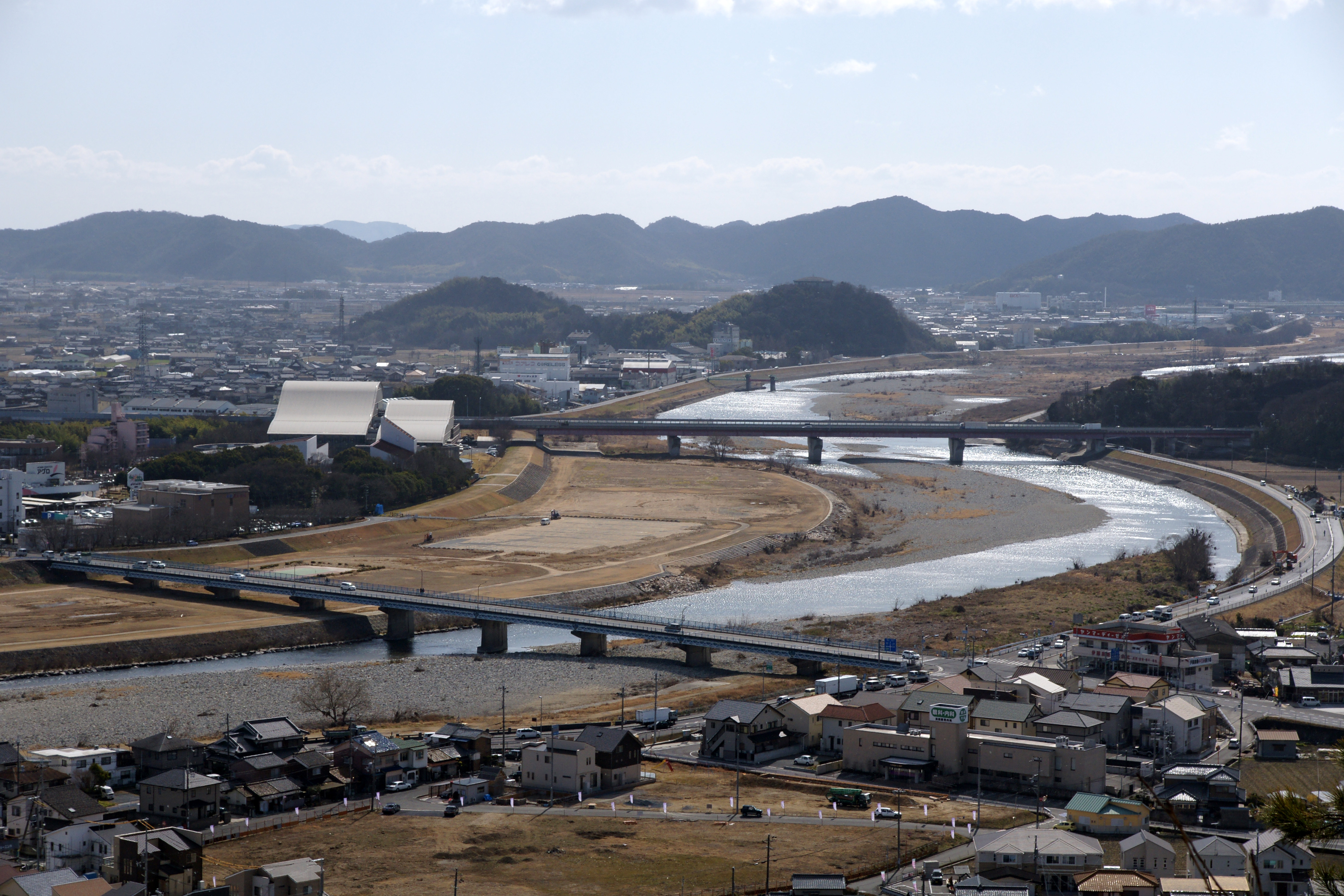
展望台から南を望む

## データ
- 面積 - 1.5ha
- 所在地 - 〒679-4170兵庫県たつの市龍野町中霞城
- 交通アクセス - 姫新線 本竜野駅 徒歩30分

## 周辺
- 兵庫県立龍野高等学校